# 취적헌
취적헌(取適軒)은 경상북도 안동시 풍산읍 서미리에 있다. 2009년 1월 21일 안동시의 문화유산 제5호로 지정되었다.

## 지정 사유
안동시 풍산읍 서미 2리 214번지에 위치한 취적헌(取適軒)은 1954년경 취적헌(取適軒) 황한성(黃韓成)의 공적을 기리기 위해 건립했다.
당시 서미 1리의 ‘중대사’란 절을 헐어내고 그 재목을 사용하여 지었다는 취적헌(取適軒)은 싸리나무, 대추나무, 느티나무, 소나무 등이 기둥 부재로 사용되었다고 한다.
평해 황씨 종택의 좌측으로 50m 정도 떨어진 곳에 남동향으로 앉아 있으며 방형의 대지 중앙 뒤편에 건물을 놓고 그 주위에 담장을 쌓고 우측 담장에 출입 일각문을 내었다.
마당 우측 모서리에는 ‘학초평해황공병규송성기적비(鶴樵平海黃公昞圭頌誠紀績碑)’가 세워져 있고 20세기 중반의 건물로 건축 양식은 우수하지 않지만 동성 마을의 역사, 문화, 환경의 요소로서의 가치를 지니고 있다.